# ようこそ!洋二の部屋
ようこそ!洋二の部屋（ようこそ!ようじのへや）は、STVラジオで放送されていた番組。放送時刻は月曜20:00 - 20:30。

## 内容
- 大家がボケ、木村がツッコミとなる事が多い。しばしば、大家の笑い声やトチリ、木村の毒舌がある。
- 以前[いつから?]2014年3月24日までは月曜20:00 - 21:00であったが、2014年3月31日から19:00 - 20:00に変更。まれに野球中継で休止したり、30分短縮の放送になることもある。2015年10月からは20:00 - 20:30に変更。
- 2016年3月21日の放送で終了が決定。後番組は「しゃかりき!ようへい商店」。

## パーソナリティ
いずれも当時のSTVアナウンサー。木村は大家と「どさんこワイド」で共演する日もある（以前は(不定期で)同番組で山藤と共演した時も何度かある）。
- 木村洋二

### 過去
- 山藤美智（ - 2012.9）
- 大家彩香（2012.10 - 2015.9）

## ゲスト出演経験者
- 小山悠里（STVアナウンサー）
  - 2013年のパーソナリティシャッフルで1対1で木村の質問に答えた。
- 大森健作
  - 2014.1に乱入し、数分2人とトーク。
- 黒岩孝康
  - 2014.8月ゲスト出演、ネタである木村洋二モノマネを披露しテクニックを伝授した。
- 萩原隆雄(STVアナウンサー)
- 工藤聖太(STVアナウンサー)
- 宮田愛子(STVアナウンサー)

## スタッフ
- 姉さま
- 山口そのひろ

## コーナー
- 彩香セレクション
  - 元々は人生相談や質問に答えるコーナーだが、なかなかお便りが来ない為、大家彩香のツボと同様に、テーマに沿ったお便りを紹介する内容に。
  - 2013.2.10より大家彩香のツボと順番を入れ替えた。
- ミュージック木村FAIR
  - 木村が1つの曲について紹介し、流すコーナー。その他のコーナーの合間では別の曲を流す。
- 大家彩香のツボ
  - 彩香.2.10にこの番組を担当するのが毎週楽しみだと語った時、木村に「いわゆる"ツボ"なのね」に対し、「そうですね」と返した。
- 北海道地方セレクションと同様に、テーマに沿ったお便りを紹介するコーナー。
  - 2013.2.10より彩香セレクションと順番を入れ替えた。

ほか